# Chinese Opium Den
Chinese Opium Den,também conhecido como Opium Joint, é um filme mudo estadunidense em curta-metragem de 1894, produzido e dirigido por William K.L. Dickson para o Edison Studios, de Thomas Edison. Pouca coisa é conhecida sobre este filme, já que não se acredita que possa existir uma cópia dele e apenas uma imagem ainda resta. É, portanto, considerado um filme perdido.
Acredita-se que seja o primeiro filme a retratar o uso de drogas. Dez anos depois, Edison produziu Rube in a Opium Joint, que é o mais antigo ainda existente a retratar o uso de drogas. De acordo com o Internet Movie Database, o filme foi produzido em um formato de 35 mm, tendo sido concebido para ser apresentado por meio de um cinetoscópio.